# Trusten Polk
Trusten Polk (Bridgeville, 1811. május 29. – Saint Louis, 1876. április 16.) az Amerikai Egyesült Államok szenátora (Missouri, 1857–1862).